# Croque Canards
Croque Canards (Sitting Ducks) est une série télévisée d'animation américaine en 26 épisodes (52 segments) de 22 minutes diffusée entre le 13 septembre 2001 et le 5 juillet 2003 sur Cartoon Network. Elle est basée sur la série de lithographies des années 1970 Sitting Ducks (en) de l'artiste Michael Bedard.
La série a été diffusée en France sur TF1 en 2002, et sur TFOU TV. Au Québec, la série a été diffusée sur VRAK.TV.

## Voix originales
- Ian James Corlett : Bill, Cecil
- Dave Ward (en) : Aldo
- Kathleen Barr : Bev
- Louis Chirillo (en) : Ed
- Phil Hayes (de) : Oly, Fred
- Jay Brazeau : Waddle
- Michael Benyaer : Raoul
- Cathy Weseluck : Drill Sergeant Duck

## Voix françaises
- Sylvain Lemarié : Aldo
- Patrice Dozier : Oly et Dr Cecil
- Alexandre Aubry : Bill
- Pascale Chemin : Bev
- Thierry Kazazian : Waddle
- Hubert Drac : Ed
- Jean-Loup Horwitz : Fred
- Éric Métayer : Raoul
- Boris Rehlinger : Jerry
- Céline Monsarrat : Sergent instructeur Canard